# Senny Mayulu
Senny Mayulu (Le Blanc-Mesnil, 17 mei 2006) is een Frans voetballer die bij voorkeur als offensieve middenvelder speelt. Hij speelt bij Paris Saint-Germain.

## Clubcarrière
In juni 2021 tekende Mayulu zijn eerste profcontract. Op 7 januari 2024 vierde hij zijn profdebuut in de Coupe de France tegen Revel. Op 18 maart 2024 debuteerde hij in de Ligue 1 tegen Montpellier. Op 20 mei 2024 tekende hij een contractverlenging tot 2027. Op 31 mei 2025 scoorde hij in de UEFA Champions Leaguefinale tegen Internazionale. PSG won de finale met 5–0.